# NGC 7562
NGC 7562 (również PGC 70874 lub UGC 12464) – galaktyka eliptyczna (E2), znajdująca się w gwiazdozbiorze Ryb. Odkrył ją William Herschel 25 października 1785 roku.